# Sansevieria pinguicula
Sansevieria pinguicula là một loài thực vật có hoa trong họ Măng tây. Loài này được P.R.O.Bally miêu tả khoa học đầu tiên năm 1964.

## Hình ảnh

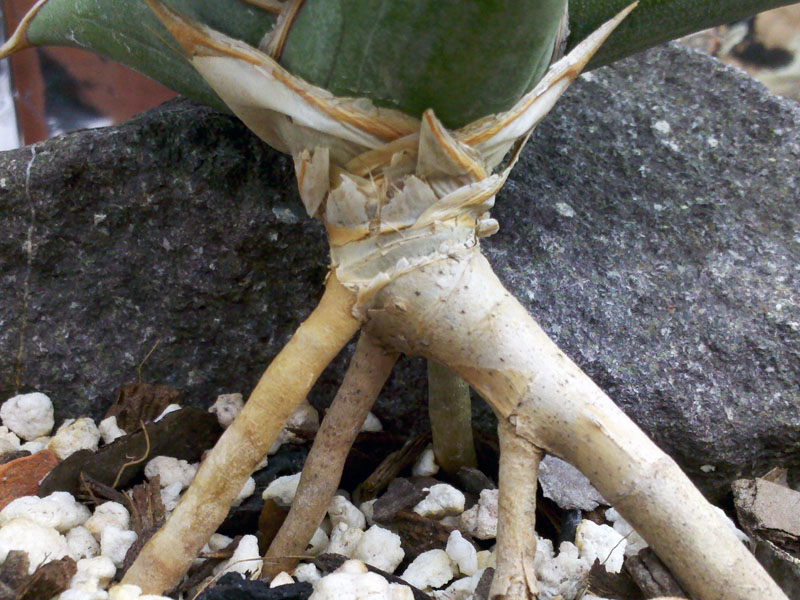
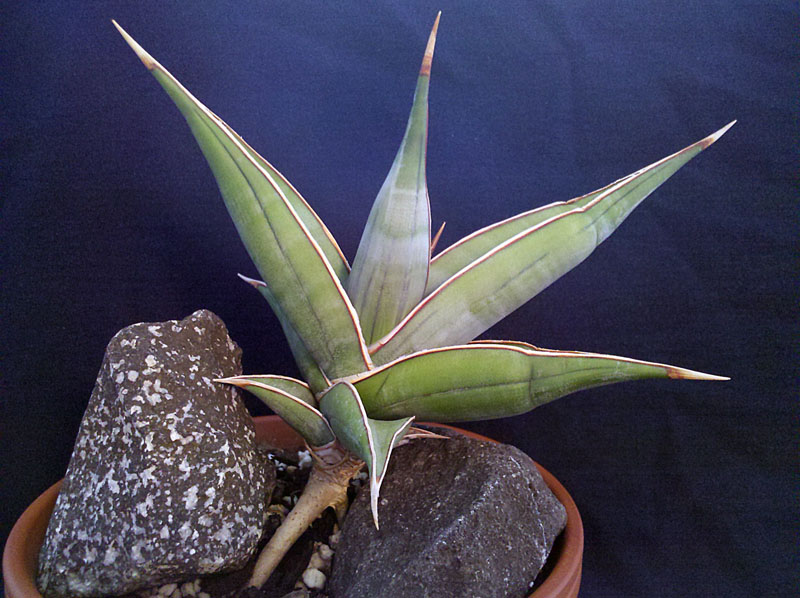
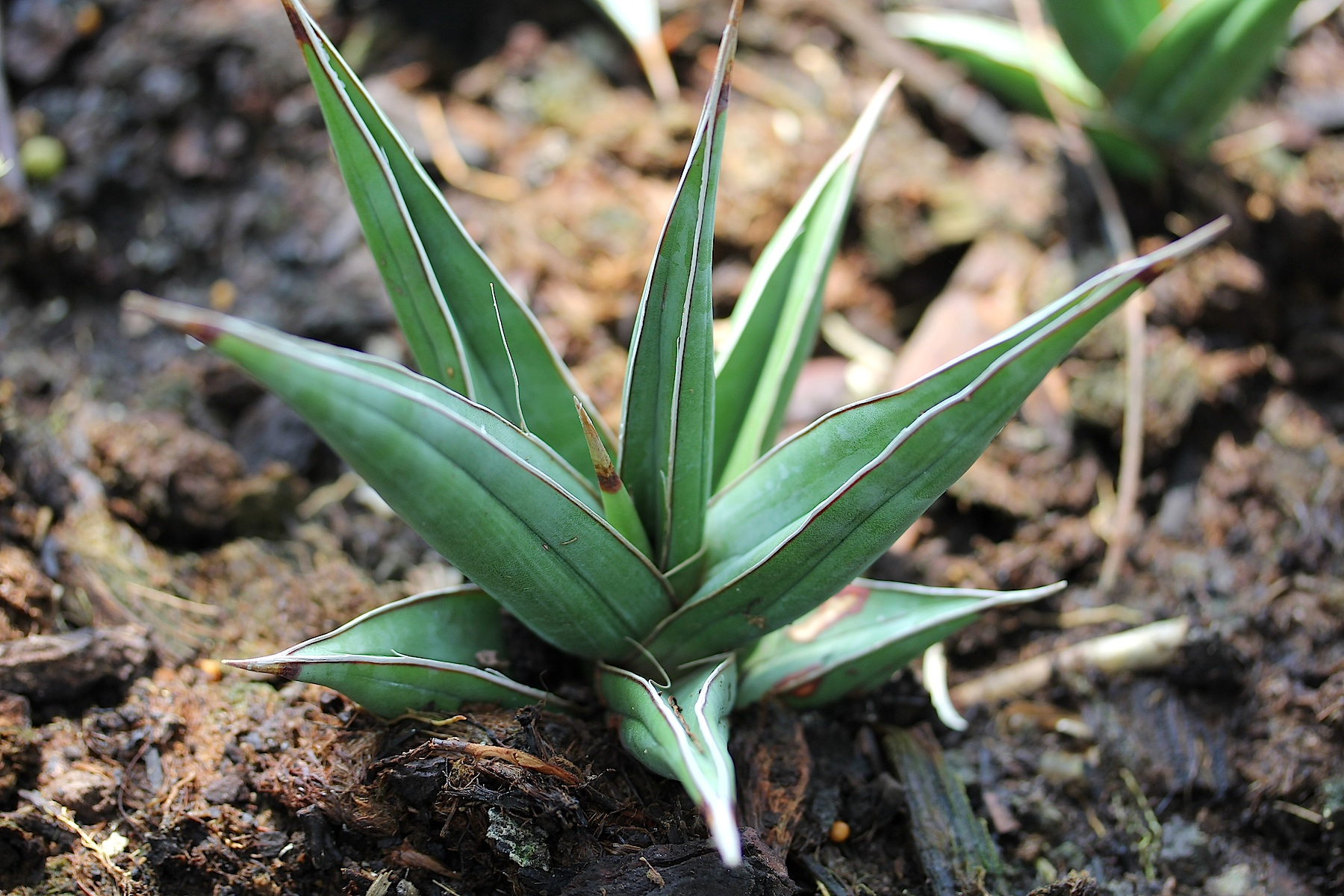
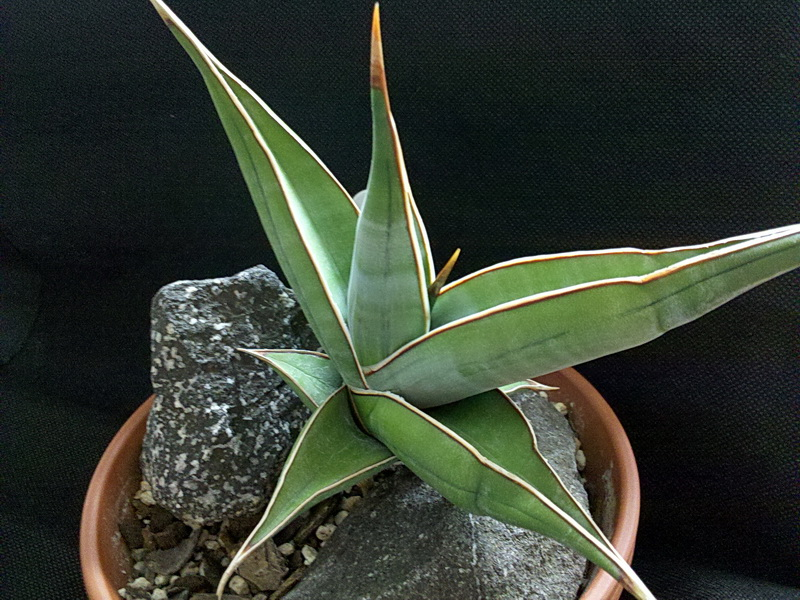